# 琴子の道
『琴子の道』（ことこのみち）は、森高夕次の原作、松山せいじの作画による日本の漫画。秋田書店の『ヤングチャンピオン』2007年7号から2008年1号まで連載された。単行本は全2巻。
歌手を目指すヒロイン・下村琴子が、一流の歌手になるまでの道のりを描く。

## あらすじ
歌手を目指す16歳の女の子・下村琴子は、病弱の母との2人暮らし。月々の少ない生活保護から多額の学費を捻出し、歌手になるため音楽学院に通う。しかしそんな彼女には様々な困難が容赦なく降りかかる。

## 登場人物
下村 琴子（しもむら ことこ）
歌手になることを目指し、貧しいながらも健気に生きる女の子。高校進学もあきらめ、アルバイトをしながら藤村音楽学院に通う。本人の努力もむなしく、「歌手としての才能は全くない」と周囲に言われ続けていたが……。
吾郎（ごろう）
琴子の数少ない理解者。琴子と同じく音楽学院に通う青年。地方から歌手を目指して上京し、親戚である蘭子の家が経営するアパートに下宿している。琴子の歌手としての才能に気づく。
蘭子（らんこ）
藤村音楽学院の優秀な生徒。歌手としての才能のみならず、容姿、スタイルまで完璧な美女。父が優秀な外科医であり、裕福な家庭に育つ。吾郎のことが気になっているようであり、彼が琴子と仲良くすることを非常に妬んでいる。そのため、何かあれば琴子に対する嫌がらせを仕掛ける。
下村 千歳（しもむら ちとせ）
琴子の母親。大病を患っており、すでに余命いくばくもない。貧しいなりにも、琴子の夢を手助けしようとする。しかし……。
古都 大造（こと たいぞう）
琴子の実の父親。理由があって千歳とは一緒になることができなかった。レコード会社「株式会社ラバーレコード」の社長であり、琴子と娘の蝶乃を自分の会社からデビューさせたいと考えている。
蝶乃（ちょうの）
大造の娘。蘭子以上に歌の実力があり、既にデビューも決まっている。アイドル養成学校・秋越学園芸能コースに通う。琴子に対しては「妾の子」と蔑み、嫌がらせをする。
黒須 ツキ子（くろす ツキこ）
蝶乃のレッスンを担当する。当初は蝶乃同様、琴子にはつらく当たるが、琴子の歌を聞き、その才能を認める。
長沢 まさみ（ながさわ まさみ）
秋越学園で琴子と同じクラスになり、琴子の友達となる。実力でデビューすることに賭けており、「リリィ・彩」という芸名まで考えてある。